# Onycocaridites
Onycocaridites is een geslacht van kreeftachtigen uit de klasse van de Malacostraca (hogere kreeftachtigen).

## Soort
- Onycocaridites anomodactylus Bruce, 1987